# Huntz Hall
Huntz Hall (* 15. August 1920 in New York City als Henry Richard Hall; † 30. Januar 1999 in Hollywood, Kalifornien) war ein US-amerikanischer Schauspieler.

## Leben
Huntz Hall war bereits als Kind auf Vaudeville-Bühnen und in Radioproduktionen als Schauspieler tätig. Er war das vierzehnte von 16 Kindern einer irischen Einwandererfamilie und wurde 1935 durch seine Mitwirkung an dem Stück Dead End von Sidney Kingsley am Broadway bekannt, in dem er das Mitglied einer Jugendbande verkörperte. Im Anschluss spielte er diese Rolle in William Wylers Verfilmung Sackgasse erneut. Hall und seine jugendlichen Mitschauspieler in dem Theaterstück und der Verfilmung wurden als die „Dead End Kids“ bekannt – die Sackgassenkinder, da diese Figuren in ihrem Leben keine Zukunft haben.
Die Dead End Kids spielten bei Warner Brothers in den späten 1930er-Jahren in prestigeträchtigen Kriminaldramen wie in Chicago – Engel mit schmutzigen Gesichtern an der Seite von James Cagney oder Zum Verbrecher verurteilt mit John Garfield. Später hatten sie bei Universal Studios und Monogram Pictures ihre eigene B-Movie-Filmreihe, deren Ton von anfänglicher Sozialkritik immer mehr ins Klaumaukhafte rutschte. Zuletzt lief die Filmreihe unter dem Namen Bowery Boys, bei der Hall (in der Rolle des trotteligen Horace Debussy 'Sach' Jones) und sein Mitschauspieler Leo Gorcey die Aushängeschilder waren. Als der letzte von über 80 Filmen über die Jugendclique unter dem Titel In the Money im Jahr 1958 in den Kinos erschien, befand sich Hall bereits in seinen späten Dreißigern. Hall erklärte die lange anhaltende Popularität der Filme im Jahr 1990 folgend:
Sie sind Americana. Sie waren auch recht unterhaltsam. Nachdem man unsere Filme gesehen hatte, wurdest du deine Probleme los. ("They're Americana. They were also pretty entertaining. After seeing our pictures, you got rid of your problems.")
Neben der Filmreihe übernahm Hall auch weitere Rollen in Theaterproduktionen und anderen Hollywood-Filmen, so brachte ihm sein Auftritt als Soldat in dem Kriegsfilm Landung in Salerno im Jahr 1945 einen Kritikerpreis ein. Neben der Schauspielerei eröffnete Hall in den 1950er-Jahren einen Gebrauchtwagenhandel, der allerdings Insolvenz anmelden musste. Zudem hatte er mit mehreren Anklagen sowie Alkoholproblemen zu kämpfen. Ab den 1970er-Jahren erhielt er zunehmend wieder nennenswertere Rollen in Film- und Fernsehproduktionen wie Herbie groß in Fahrt (1974), Valentino (1977) und T.V. – Total verrückt (1984). Er trat bis ins Jahr 1993 in insgesamt rund 120 Film- und Fernsehproduktionen auf.
Durch einen Anteil von 10 % an den Einnahmen der Filmreihe, die im amerikanischen Fernsehen lange regelmäßig ausgestrahlt wurde, und Investments im Ölgeschaft konnte er bis zu seinem Tod im Jahr 1999 im Wohlstand leben. Der Vates eines Sohnes war dreimal geschieden und einmal verwitwet. Hall ist mit anderen Berühmtheiten auf dem legendären Cover des Beatles-Albums Sgt. Pepper’s Lonely Hearts Club Band abgebildet.

## Filmografie (Auswahl)
- 1937: Sackgasse (Dead End)
- 1938: Chicago – Engel mit schmutzigen Gesichtern (Angels with Dirty Faces)
- 1938: Schule des Verbrechens (Crime School)
- 1939: Zum Verbrecher verurteilt (They Made Me a Criminal)
- 1939: Das zweite Leben des Dr. X (The Return of Dr. X)
- 1941: Spooks Run Wild
- 1941: Bowery Blitzkrieg
- 1942: 'Neath Brooklyn Bridge
- 1943: Ghosts on the Loose
- 1945: Landung in Salerno (A Walk in the Sun)
- 1945: Der Wundermann (Wonder Man)
- 1954: Wer lacht – fliegt raus (The Bowery Boys Meet the Monsters)
- 1955: High Society
- 1965: Dr. Rock and Mr. Roll
- 1966: Flipper (Fernsehserie, 2 Folgen)
- 1970: The Phynx
- 1971: Chicago Teddybär & Co. (The Chicago Teddy Bears, Fernsehserie, 13 Folgen)
- 1974: Herbie groß in Fahrt (Herbie Rides Again)
- 1975: Abenteuer der Lüfte (The Sky’s the Limit)
- 1975: The Ghost Busters (Fernsehserie, 2 Folgen)
- 1976: Won Ton Ton – der Hund, der Hollywood rettete (Won Ton Ton, the Dog Who Saved Hollywood)
- 1977: Valentino
- 1978: CHiPs (Fernsehserie, Folge 1x21)
- 1979: Die Mädchen von der Tankstelle (Gas Pump Girls)
- 1982: Der große Zauber (The Escape Artist)
- 1982: Noch Fragen Arnold? (Diff’rent Strokes, Fernsehserie, Folge 5x04 Der Traum vom großen Bruder)
- 1984: T.V. – Total verrückt (The Ratings Game, Fernsehfilm)
- 1987: Cyclone
- 1988: Nachtstreife (Night Heat, Fernsehserie, Folge 4x13)
- 1993: Daddy Dearest (Fernsehserie, Folge 1x09)